# Denis-Claude Liégeon
Denis-Claude Liégeon est un architecte français du XVIIIe siècle.

## Biographie
Formé en Italie, « c'est lui, semble-t-il, qui obtint en 1734 un prix à l'Académie romaine de Saint-Luc, où les quatre feuilles de son projet, une cathédrale, sont conservées ». Il est admis à l'académie des beaux-arts de Bologne le 9 juin 1757.
En 1769, il prit part au concours ouvert pour la reconstruction du Théâtre-Français, alors situé rue de l'Ancienne-Comédie. Il proposa d'élever le nouveau théâtre, non pas à l'emplacement de l'hôtel de Condé, comme l'envisagèrent plusieurs concurrents, mais soit au carrefour Buci, soit sur le terrain du jeu de boule de Manus :
« Ce parti convenait aux comédiens, il limitait la dépense et associait la Ville de Paris à une fructueuse opération d'urbanisme. Pendant quatre ans, Liégeon espéra l'emporter. Il publia un prospectus, son projet fut examiné avec intérêt chez Mme du Barry, Louis XV le soutint en Conseil. Mais à l'avènement de Louis XVI, le rebondissement de l'intrigue lui devint défavorable. »
Architecte des Menus Plaisirs.
Il fut marié à Marie-Louise-Joseph Ferrier.

## Principales réalisations
- Aménagements au château de Grand Gentilly pour le duc de Villeroy, 1769-1773 (avec Nicolas Ducret) ;
- Château de Denonville, Eure-et-Loir (1770)[5] ;
- Transformation de l'hôtel de Sénecterre, 24 rue de l'Université à Paris, vers 1777 (avec Nicolas Ducret) ;
- Château de Balincourt à Arronville (Val-d'Oise), vers 1780[6] ;
- Maisons 11 et 16 rue Chabanais, à Paris, à l'emplacement de l'ancien hôtel de Chabanais.

## Sources
- Michel Gallet, Les Architectes parisiens du XVIIIe siècle : Dictionnaire biographique et critique, Paris, Éditions Mengès, 1995, 494 p. (ISBN 2-85620-370-1), p. 346-348